# Belle (Missouri)
Belle és una població dels Estats Units a l'estat de Missouri. Segons el cens del 2000 tenia 1.344 habitants.

## Demografia
Segons el cens del 2000, Belle tenia 1.344 habitants, 595 habitatges, i 357 famílies. La densitat de població era de 408,6 habitants per km².
Dels 595 habitatges en un 29,9% hi vivien nens de menys de 18 anys, en un 41,3% hi vivien parelles casades, en un 13,6% dones solteres, i en un 40% no eren unitats familiars. En el 36% dels habitatges hi vivien persones soles el 19,5% de les quals corresponia a persones de 65 anys o més que vivien soles. El nombre mitjà de persones vivint en cada habitatge era de 2,23 i el nombre mitjà de persones que vivien en cada família era de 2,83.
Per edats la població es repartia de la següent manera: un 26% tenia menys de 18 anys, un 10,2% entre 18 i 24, un 24,9% entre 25 i 44, un 20,2% de 45 a 60 i un 18,8% 65 anys o més.
L'edat mediana era de 36 anys. Per cada 100 dones de 18 o més anys hi havia 74,6 homes.
La renda mediana per habitatge era de 24.091 $ i la renda mediana per família de 35.982 $. Els homes tenien una renda mediana de 27.917 $ mentre que les dones 17.857 $. La renda per capita de la població era de 17.785 $. Entorn del 14,7% de les famílies i el 19,3% de la població estaven per davall del llindar de pobresa.

## Poblacions més properes
El següent diagrama mostra les poblacions més properes.